# Долгопрудний
Долгопру́дний (рос. Долгопрудный) — місто обласного підпорядкування у Московській області Росії, розташоване за 18 км на північ залізницею від Савеловського вокзалу міста Москва на річці Клязьма. Примикає до Москви на півночі, до Хімок на північному сході і до Північного району Москви на заході; з півночі і заходу обмежено каналом імені Москви. У адміністративне підпорядкування міста включені селища Хлєбниково, Павельцево, Шереметьєвський, що розташовані на півночі за каналом імені Москви.
Населення (2010) — 84,4 тис. чол. (1938 — 8 тис., 1970 — 53 тис., 1991 — 71,1 тис., 2004 — 74 тис.)
У Долгопрудному знаходиться Московський фізико-технічний інститут, Долгопрудненське ПАТП ГУП МО «Мострансавто», підприємства машинобудівної (судноремонтний завод), хімічної (завод тонкого органічного синтезу), оборонної галузей, а також переробні та будівельні підприємства (Московський каменеобробний комбінат (МКК), цегельний завод тощо) Фабрика театральних приладдя. На залізниці Москва — Савелово у міській межі розташовані платформи Новодачна, Долгопрудна, Водники, Хлєбниково, Шереметьєвська.
У місті діють театр «Місто», історико-художній музей, кабельне телебачення.

## Історична довідка

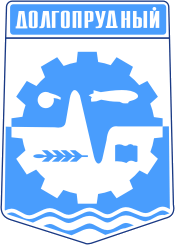
Герб 1982

Назва міста походить від назви залізничної платформи Долгопрудний, яка, у свою чергу, походить від рос. Долгого пруда («довгого ставка»), що знаходиться неподалік.
Робітниче селище «Дирижаблестрой» («Дирижаблебуд») було засноване в 1931 році на базі центру з будівництва дирижаблів і Московського дирижаблепорту. 5 травня 1932 дирижаблебудівельний комбінат почав роботу, а вже 7 листопада того ж року побудований на ньому дирижабль брав участь у параді на Красній площі. У 1930-ті роки протягом п'яти років на комбінаті працював видатний дирижаблебудівельник Умберто Нобіле. У 1935 році Дирижаблестрой отримав статус робочого селища. У 1938 року селище було перейменовано у Долгопрудний. Будівництво дирижаблів було припинено. У 1940 році у Долгопрудному розпочала роботу Центральна аерологічна обсерваторія.
25 листопада 1946 року вийшла постанова Ради Міністрів СРСР про створення в Долгопрудному фізико-технічного факультету Московського державного університету імені М. В. Ломоносова, який з 17 березня 1951 року був перетворений у Московський фізико-технічний інститут.
У 1953 році Долгопрудний став центром Красно-Полянського району, у 1957 року отримав статус міста районного підпорядкування. Після цього тут активізувалося житлове та культурно-побутове будівництво. У 1963 році Долгопрудний був віднесений до категорії міст обласного підпорядкування (у міську межу включені села Гнилуша, Котово, Щапова і Лихачово).

## Цікаві місця
На східній околиці міста — ансамбль колишньої садиби Виноградово (XVII—XX століття), яка належала Г. Г. Пушкіну, А. І. Глібову, А. І. Бенкендорфу, Е. М. Банзая. У комплексі садиби — церква Володимирської Божої Матері (XVIII століття, приписується М. Казакову), будинок Банзая (1913 р., арх. Рильський), будинок Германа (1914 р., арх. Рильський, покинутий), кінний двір, клуб-кінематограф, обори, льодовня, гребля, ворота.
У межах міста — садиба Мисове (XIX століття).

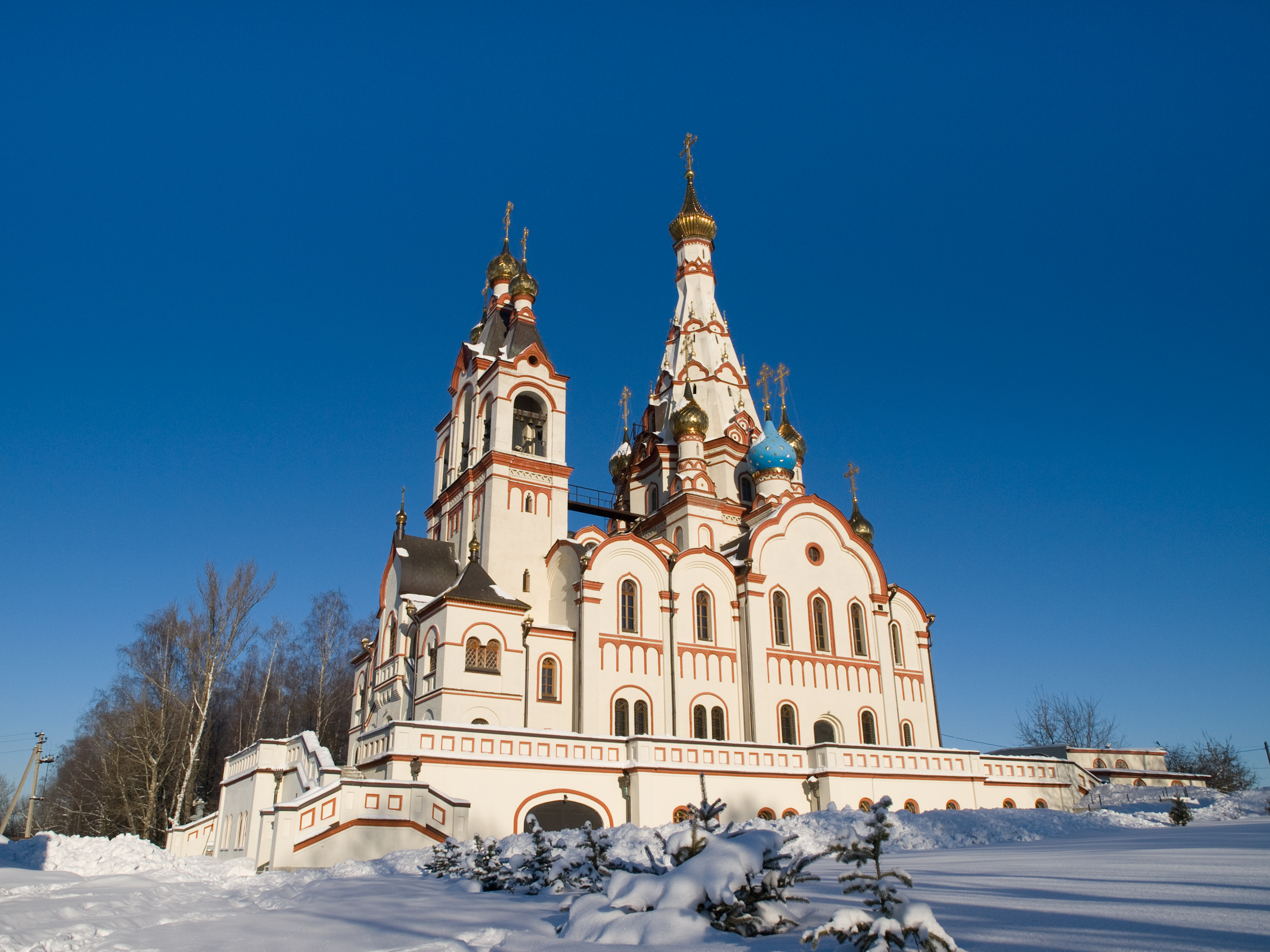
Казанський храм

- Храм Казанської Ікони Божої Матері (2003)
- Храм Преображення Господнього (2006)
- Храм Георгія Побідоносця (1774)
- Храм Спаса Нерукотворного (1684)

## Адміністративно-територіальний поділ
Мікрорайони
1. Старе місто (Дирижаблестрой)
2. Гранітний
3. Лихачово
4. Гнилуша
5. Котово
6. Водники
7. Виноградовські гірки
8. Щапова
9. Хлєбниково
10. Павельцево
11. Нафтобаза
12. Шереметьєвський
13. Центральний

## Підприємства
- ДОКСА — одне з найстаріших підприємств Спецбуду Росії.
- Долгопрудненському хімічний завод тонкого органічного синтезу
- ФГУП ГНЦ РФ «НИОПИК» — Науково-дослідний інститут органічних напівпродуктів та барвників з досвідченим заводом
- ВАТ «ДНПП» — Долгопрудненському науково-виробниче підприємство (раніше — Долгопрудненському машинобудівний завод — ДМЗ)
- ФГУП «ДКБА» — Долгопрудненському конструкторське бюро автоматики
- ВАТ «Хлебниковський машинобудівної-судноремонтний завод»
- ВАТ «Московський каменеобробний комбінат», бувши. МКК — заснований у 1937 як гранітний завод з виготовлення облицювальних матеріалів з натурального каменю (граніта, мармура і вапняка) для набережних, шлюзів та інших споруд каналу Москва-Волга
- Завод нестандартних дерев'яних конструкцій
- Винний завод
- Фабрика театральних приладдя СТД РФ
- «Андріївські кондитерські майстерні» — бувши. Долгопрудненському горпіщекомбінат
- ВАТ «Хлєбниковський цегельний завод»
- Бетас — асфальто-бетонний завод
- Агрофірма «Радгосп „Червона нива“»

## Долгопрудний втопонімах
- У місті Москві є: Долгопрудненське шосе, Долгопрудна алея і Долгопрудна вулиця.

Вулиця Долгопрудна є в містах:
- Воркута, у мкр. Промисловий
- Волгоград

## Райони та місця
- Дунькіна дєрєвня — невеликий занедбаний парк між будинками по вулиці Спортивна і Ліхачовському шосе . До 1976 року тут стояли близько десяти приватних будиночків, фундаменти та садові дерева яких збереглися досі.

У 1934 тут на пустирі Харитонов Ілля Борисович (1909—1986) побудував сарай для господарських потреб. Ілля працював у ВОХР — охороняв в'язнів — «каналоармейцев», які будували канал Москва — Волга (Канал імені Москви). Проживав він з дружиною Євдокією Іллівною (Дуня) (1911—2001) у тісній комнатенках, яку знімав у селі неподалік. Побудований на пустирі сарай він утеплив, і з зими 1934—1935 року сім'я почала жити в ньому. Тут було набагато затишніше, ніж у кімнатку, та й платити не треба було. Приклад виявився заразливим, і незабаром деякі сім'ї (Єфімова, Балабченкови) стали будувати будиночки поблизу (природно, ніякого дозволу на будівництво ніхто з них не отримував). У народі цей «самобуд» називали селищем ВОХР, або «Дунькіною дєрєвнею». Пізніше це поселення отримало поштову адресу — вулиця Садова, а в будинку № 5 жила бабця Дуня. У 1974 році жителі «Дунькіної дєрєвні» почали переїжджати у квартири побудованих поряд будинків, а у 1976 році останній житель виїхав і поселення було ліквідовано.

## Цікаві факти
- Популярна в першій половині 1990-х років група «Дюна» утворилася саме у місті Долгопрудном.

## Знаменитості з Долгопрудного
- Популярна співачка Марина Хлєбникова. Факт — Перед початком своєї кар'єри співачки працювала на заводі ДМЗ;
- Аронова Марія Валеріївна Популярна актриса театру і кіно. (Проживає у Долгопрудном);
- Наталія Андрейченко (актриса) жила на вул. Першотравневій, 46 до закінчення інституту;
- Ігор Саруханов (співак і композитор). Народився, виріс і жив у Долгопрудном. Нині живе у Москві;
- Ошеров Дмитро Володимирович (актор театру ім. Мосради і кіно);
- Віктор Рибін, соліст групи «Дюна», проживає у Долгопрудном;
- Наталія Сенчукова, співачка, дружина Віктора Рибіна;
- Олександр Пишний, телеведучий СТС і шоу-мен. Проживав у Долгопрудном;
- Катіна Ася Микитівна. Начальник управління культури міста протягом кількох десятків років. Рідна бабуся Олени Катіной, солістки групи «Тату».

## Герої Радянського Союзу— жителі Долгопрудного
- Глазунов, Василь Опанасович — перший командувач ВДВ, генерал- лейтенант (проживав з 1955 по 1967 р.);
- Виноградов Олексій Геннадійович — танкіст, майор (проживав з 1960 по 1988 р.);
- Гастелло Микола Францевич — знаменитий льотчик, капітан (проживав з 1930 по 1932 р.);
- Герасимов Михайло Миколайович — офіцер-зв'язківець, майор, депутат міськради (проживав з 1961 по 2003 г .);
- Горбунов Олексій Матвійович — льотчик, генерал-майор авіації (проживав з 1935 по 1939 р.) ;
- Долгов Петро Іванович — випробувач парашутів, полковник ВДВ (проживав з 1949 по 1962 р.);
- Зорін Олексій Іванович — розвідник, гв.младшій лейтенант (проживав з 1938 по 1942 р.) ;
- Кисельов Степан Васильович — був зам начальника хлєбниковського військового госпіталю, полковник (проживав з 1961 по 1995 г .);
- Луценко Петро Степанович — учасник боїв за Дніпро, гв.полковнік (проживав з 1952 по 1966 р.);
- Пацаєв Віктор Іванович — радянський космонавт (проживав з 1955 по 1971 р.);
- Собінов Василь Васильович — льотчик, лейтенант (проживав з 1940 по 1941 р.);
- Ушаков Степан Лаврентійович — розвідник, молодший лейтенант (проживав з 1947 по 1965 р.).